# La Cirosa
La Cirosa és una masia situada al municipi de Riner, a la comarca catalana del Solsonès. La capella de la Desaparició és una capelleta que s'aixeca on tradicionalment s'ha emplaçat el lloc on el Jaumet de la Cirosa va veure desaparèixer la Verge Nena.